# TSU Tbilisi
El TSU Tbilisi (en georgiano: თსუ თბილისი) fue un equipo de fútbol de Georgia que jugó en la Umaglesi Liga, la primera división de fútbol del país.

## Historia
Fue fundado en el año 1996 en la capital Tbilisi con el nombre TSU Tbilisi luego de la fusión de los equipos Universtiti Tbilisi, de categoría aficionada, y Shevardeni-1906 Tbilisi, equipo que jugaba en la Umaglesi Liga, y tomaron su lugar en la primera división nacional. El club era propiedad de la Universidad Estatal de Tiflis.
El club debuta en la primera división en la temporada de 1995/96 donde finaliza en el lugar 12. Dos temporadas después tuvo que jugar el playoff por la permanencia de categoría, el cual ganó por 3-0 al Gortskali Dzveli Anaga. En el año 2000 cambia su nombre por TSU Armasi Tbilisi, y en esa temporada desciende al terminar penúltimo en la liga.
Al terminar la temporada 2001 pasa a su nombre anterior, y luego de jugar tres temporadas en la Pirveli Liga el club desaparece al finalizar la temporada 2003/04 luego de que la Universidad Estatal de Tiflis decidiera desmantelar al club.
El club jugó por cinco temporadas en la Umaglesi Liga donde disputó 156 partidos, con 43 victorias, 36 empates y 77 derrotas, anotó 172 goles y recibió 235.

## Nombres Anteriores
- TSU Tbilisi : 1996-2000
- TSU Armasi Tbilisi : 2000-01
- TSU Tbilisi : 2001-04